# Tirreno–Adriatico
Tirreno–Adriatico ist ein einwöchiges italienisches Etappenrennen im Straßenradsport.
Der Wettbewerb wird seit 1966 jeweils Anfang März ausgetragen und wird auch als das Rennen zwischen den Meeren bezeichnet. Das Rennen startet am Tyrrhenischen Meer und endet an der Adria. Es gehört seit dem Jahr 2011  zur UCI WorldTour, der wichtigsten Rennserie im Straßenradsport.
Der Veranstalter des Rennens ist die RCS MediaGroup, die auch den Giro d’Italia sowie die Lombardei-Rundfahrt, Strade Bianche, Mailand–Turin und Mailand–Sanremo organisiert.
Der Gesamtführende ist an einem blauen Trikot zu erkennen. Zusätzlich werden Trikots für die Führenden der Punkte-, Berg- und Nachwuchswertung in den Farben violett, grün und weiß vergeben.
Mit sechs Gesamtsiegen in Folge (1972–1977) ist der Belgier Roger De Vlaeminck der Rekordhalter.

## Geschichte

### Hintergrund und Erstaustragung
Der Ursprung der Fernfahrt geht auf Bruno Mealli und seinen Bruder Franco Mealli zurück, der Mitte der 1960er Jahre den Velo Club Forze Sportive Romane leitete. Da seit dem Jahr 1953 kein italienischer Fahrer mehr den Klassiker Mailand–Sanremo gewonnen hatte, wollte er ein Etappenrennen organisieren, dass den einheimischen Fahrern als Vorbereitung dienen sollte, da die Organisatoren der Fernfahrt Paris–Nizza, die das einzige größere Rennen im Vorfeld von Mailand–Sanremo darstellte, lediglich ein bis zwei italienische Mannschaften einluden. Franco Mealli, der in Rom lebte, jedoch in der Toskana geboren war, hatte bereits Radrennen in den Regionen der Abruzzen und Marken geleitet und übernahm die Organisation der ersten Fernfahrt, die die West- und Ostküste Italiens verband und den Namen Tirreno–Adriatico erhielt.
Die erste Austragung der Fernfahrt fand im Jahr 1966 am Wochenende vor Mailand–Sanremo statt, das damals traditionell am 19. März abgehalten wurde. 74 Fahrer gingen an den Start des Rennens, das drei Abschnitte beinhaltete. Die Strecke führte von Rom über Foligno und San Benedetto del Tronto nach Pescara und war insgesamt rund 600 Kilometer lang. Mit Dino Zandegù krönte sich ein Italiener zum ersten Gesamtsieger.

### 1967–1989
Bereits bei der zweiten Austragung im Jahr 1967 kam es zu den ersten größeren Veränderungen. Santa Marinella löste Rom als Startort ab, während die Fernfahrt von nun an in San Benedetto del Tronto zu Ende ging. Weiters wurde die Etappenanzahl auf fünf Abschnitte erhöht. Nur ein Jahr später ging in Pescasseroli erstmals eine Etappe im Apennin auf einer Höhe von über 1000 Metern zu Ende. Die Ankunft stellte bis ins Jahr 1974 einen Fixpunkt der Fernfahrt dar. Im Jahr 1969 wurde die letzte Etappe erstmals im Rahmen eines Einzelzeitfahrens ausgetragen, das über einen 18,3 Kilometer langen Kurs durch San Benedetto del Tronto führte. Während mit Franco Bitossi (1967), Claudio Michelotto (1968) und Carlo Chiappano (1969) zunächst die einheimischen Fahrer für Gesamtsiege sorgten, triumphierte im Jahr 1970 mit Antoon Houbrechts erstmals ein Belgier. Ein Jahr später stellte erneut Italien mit Italo Zilioli den Gesamtsieger.
Im Jahr 1972 kehrte das Einzelzeitfahren von San Benedetto del Tronto ins Programm des Etappenrennens zurück und hielt sich für über 20 Jahre im Programm. Der Belgier Roger De Vlaeminck dominierte von nun an die Fernfahrt und feierte sechs Gesamtsiege in Folge. Im Jahr 1975 fand auf dem Monte Livata die erste echte Bergankunft statt. Ein Jahr später wurde der Termin von Tirreno–Adriatico verändert, da Mailand–Sanremo nun auf einen Samstag gelegt wurde. Dies führte dazu, dass die Fernfahrt nicht mehr am Wochenende, sondern wenige Tage vor dem Klassiker unter der Woche zu Ende ging.
Im Rahmen der 13. Austragung, die im Jahr 1978 stattfand, wurde Tirreno–Adriatico um ein Prolog-Zeitfahren erweitert, womit das Rennen nun über sechs Tage führte. Im Jahr 1984 kam ein weiterer Etappentag hinzu. Nach der Dominanz von Roger De Vlaeminck waren es zunächst erneut die Italiener, die mit zwei Gesamtsiegen durch Giuseppe Saronni (1978, 1982) und Francesco Moser (1980, 1981), sowie Roberto Visentini (1983) die Oberhand bei der Fernfahrt erlangten. Einzig der Norweger Knut Knudsen sorgte im Jahr 1979 für ein kurzes Intermezzo. Mit der zunehmenden Internationalisierung des Rennens setzten sich jedoch ab dem Jahr 1984 vermehrt ausländische Fahrer durch. So gewannen mit Tommy Prim (1984), Joop Zoetemelk (1985), Luciano Rabottini (1986) und Rolf Sørensen (1987) vier Fahrer aus vier unterschiedlichen Nationen, ehe mit Erich Mächler (1988) und Tony Rominger (1989, 1990) eine Schweizer Siegesserie folgte.

### 1990–2010
Im Jahr 1990 wurde Tirreno–Adriatico um noch einen Tag erweitert und umfasste nun acht Abschnitte. Die Fernfahrt orientierte sich in dieser Zeit stärker in Richtung Süden und startete mehrfach im Raum Neapel und an der Amalfiküste. Anstelle der Bergankünfte nutzte die Organisation vermehrt das hüglige Terrain des Hinterlandes der Adriatischen Küste, wodurch das Gesamtklassement meist von geringen Zeitabständen geprägt war. Im Jahr 1992 wurde das Abschlusszeitfahren von San Benedetto del Tronto aus dem Programm genommen und durch eine flache Etappe ersetzt. Weiters wurde auch kein Prolog mehr ausgetragen. Nach dem zweiten Sieg von Tony Rominger im Jahr 1990 triumphierten mit Herminio Díaz Zabala (1991) und Rolf Sørensen (1992) ein Spanier und ein Däne, bevor erneut die Italiener mit Maurizio Fondriest (1993), Giorgio Furlan (1994), Stefano Colage (1995), Francesco Casagrande (1996) und Roberto Petito (1997) die bestimmende Nation waren. Nach Rolf Järmann im Jahr 1998, trug sich mit Michele Bartoli (1999) ein weiterer einheimischer Fahrer in die Siegerliste ein, ehe sich Abraham Olano (2000) als zweiter Spanier durchsetzte.
Mit Davide Rebellin gewann im Jahr 2001 ein weiterer Italiener mit dem kleinsten Vorsprung in der Geschichte des Rennens. Er absolvierte die rund 1050 Kilometer zeitgleich mit seinem Landsmann Gabriele Colombo und bekam den Gesamtsieg aufgrund einer viertel Sekunde, die er im Zeitfahren schneller war, zugesprochen.
Im Jahr 2002 wurde die Fernfahrt um eine Etappe verkürzt und dauert seither sieben Tage. Bei den großteils flachen Austragungen setzten sich Erik Dekker (2002), Filippo Pozzato (2003), Paolo Bettini (2004), Óscar Freire Gómez (2005) und Thomas Dekker (2006) durch. Im Jahr 2007 gab es erneut eine Bergankunft, bei der Andreas Klöden das gelbe Führungstrikot mit den roten Ärmeln übernahm. Wenige Tage später wurde er zum ersten deutschen Gesamtsieger. In den nachfolgenden Jahren triumphierten Fabian Cancellara (2008), Michele Scarponi (2009) und Stefano Garzelli (2010). Die Farbe des Führungstrikots änderte sich 2008 zu blau.

### 2011–heute
Mit dem Jahr 2011 wurde Tirreno–Adriatico ein Teil der neu geschaffenen UCI WorldTour, in der die wichtigsten Rennen des Straßenradsports zu einer Rennserie zusammengefasst sind. Obwohl die Fernfahrt zuvor bereits ein Teil des Vorgängers, der UCI ProTour, gewesen war, führte dies zu einem deutlich stärkeren Starterfeld. Die Organisatoren brachten das Abschlusszeitfahren von San Benedetto del Tronto auf einer veränderten Strecke zurück und hielten die erste Etappe bis ins Jahr 2019 (mit Ausnahme von 2015) in Form eines Mannschaftszeitfahrens ab. Weiters kehrten auch die längeren Bergankünfte im Apennin zurück, wodurch sich vermehrt die Bergfahrer in der Gesamtwertung durchsetzten. Nach Cadel Evans (2011), der sich als erster Nicht-Europäer in die Siegerliste eintrug, triumphierten Vincenzo Nibali (2012, 2013), Alberto Contador (2014), Nairo Quintana (2015, 2017), Michał Kwiatkowski (2018) und Primož Roglič (2019). Im Jahr 2016 sicherte sich der belgische Klassiker-Spezialist Greg Van Avermaet den Gesamtsieg, nachdem die einzige Bergankunft der Fernfahrt aufgrund von Schneefall abgesagt worden war.
Aufgrund der COVID-19-Pandemie musste die Ausgabe von 2020 in den September verschoben werden, wo das Etappenrennen parallel zur Tour de France abgehalten wurde und als Vorbereitungsrennen auf den Giro d’Italia diente. Die 55. Austragung, die über acht Etappen ging, gewann der Brite Simon Yates.
Im anschließenden Jahr kehrte die Fernfahrt wieder auf ihren traditionellen Termin zurück, wobei der Slowene Tadej Pogačar die Austragungen der Jahre 2021 und 2022 für sich entschied.

## Streckenführung
Die Strecke verbindet das Tyrrhenische mit dem Adriatischen Meer und überquert dabei den Apennin. Traditionell geht die Fernfahrt in der Gemeinde San Benedetto del Tronto zu Ende, wo entweder eine flache Etappe oder ein Abschlusszeitfahren abgehalten wird. Als Startort der letzten Jahre diente Lido di Camaiore, wobei in der Vergangenheit auch die italienische Hauptstadt Rom, sowie das südlichere Neapel genutzt wurden. Die Etappen finden meist in Mittelitalien statt, wobei in erster Linie die Regionen der Toskana, Latium, Umbrien, Marken und Abruzzen befahren werden.
Eine besondere Bedeutung kommt der Überquerung des Apennins zu. Während die höheren Massive des Gebirges in den Anfangsjahren der Fernfahrt meist im Norden umfahren wurden, finden hier heutzutage die einzigen echten Bergankünfte des Rennens statt. Seit dem Jahr 2012 werden regelmäßig Zielankünfte am Prati di Tivo (1450 m), Sassotetto (1451 m), Monte Terminillo (1677 m) und Selvarotonda (1528 m) zur Mitte der Fernfahrt abgehalten. Die erste Bergankunft ging im Rahmen der 10. Austragung auf dem Monte Livata (1300 m) zu Ende.
Nach den hohen Bergankünften werden meist hüglige Etappen im Hinterland der Adriatischen Küste abgehalten, die über den Ausgang der Gesamtwertung entscheiden. Die zahlreichen kurzen, steilen Rampen führen meist zu selektiven Rennverläufen. Weiter spielen Einzelzeitfahren eine wichtige Rolle im Kampf um die Gesamtwertung. In den 70er und 80er Jahren etablierte sich das Abschlusszeitfahren von San Benedetto del Tronto, ehe es in den 90er Jahren aus dem Programm genommen wurde. Mit der Jahrtausendwende fanden die Zeitfahren vermehrt zur Hälfte der Fernfahrt statt, bevor das Abschlusszeitfahren auf einem veränderten Parcours im Jahr 2011 zurückkehrte. In der näheren Vergangenheit wechselte sich das Abschlusszeitfahren mit einer flachen Etappe am Ende des Rennens ab. Zwischen 1980 und 1990 wurde Tirreno-Adriatico mit einem Prolog oder einem kurzen Einzelzeitfahren gestartet. Zwischen den Jahren 2010 und 2020 führten die Organisatoren vermehrt Mannschaftszeitfahren zum Beginn der Fernfahrt durch.

## Palmarès
| Jahr | Sieger               | Zweiter                | Dritter                  |
| ---- | -------------------- | ---------------------- | ------------------------ |
| 1966 | Dino Zandegù         | Vito Taccone           | Rolf Maurer              |
| 1967 | Franco Bitossi       | Carmine Preziosi       | Vito Taccone             |
| 1968 | Claudio Michelotto   | Italo Zilioli          | Rudi Altig               |
| 1969 | Carlo Chiappano      | Albert Van Vlierberghe | Giuseppe Fezzardi        |
| 1970 | Antoon Houbrechts    | Italo Zilioli          | Felice Gimondi           |
| 1971 | Italo Zilioli        | Georges Pintens        | Marcello Bergamo         |
| 1972 | Roger De Vlaeminck   | Josef Fuchs            | Tomas Pettersson         |
| 1973 | Roger De Vlaeminck   | Frans Verbeeck         | Gösta Pettersson         |
| 1974 | Roger De Vlaeminck   | Knut Knudsen           | Simone Fraccaro          |
| 1975 | Roger De Vlaeminck   | Knut Knudsen           | Wladimiro Panizza        |
| 1976 | Roger De Vlaeminck   | Eddy Merckx            | Gianbattista Baronchelli |
| 1977 | Roger De Vlaeminck   | Francesco Moser        | Giuseppe Saronni         |
| 1978 | Giuseppe Saronni     | Knut Knudsen           | Francesco Moser          |
| 1979 | Knut Knudsen         | Giuseppe Saronni       | Giovanni Battaglin       |
| 1980 | Francesco Moser      | Alfons De Wolf         | Dante Morandi            |
| 1981 | Francesco Moser      | Raniero Gradi          | Marino Amadori           |
| 1982 | Giuseppe Saronni     | Gerrie Knetemann       | Greg LeMond              |
| 1983 | Roberto Visentini    | Gerrie Knetemann       | Francesco Moser          |
| 1984 | Tommy Prim           | Erich Mächler          | Roberto Visentini        |
| 1985 | Joop Zoetemelk       | Acácio da Silva        | Stefan Mutter            |
| 1986 | Luciano Rabottini    | Francesco Moser        | Giuseppe Petito          |
| 1987 | Rolf Sørensen        | Giuseppe Calcaterra    | Tony Rominger            |
| 1988 | Erich Mächler        | Tony Rominger          | Rolf Sørensen            |
| 1989 | Tony Rominger        | Rolf Gölz              | Charly Mottet            |
| 1990 | Tony Rominger        | Zenon Jaskuła          | Gilles Delion            |
| 1991 | Herminio Díaz Zabala | Federico Ghiotto       | Raúl Alcalá              |
| 1992 | Rolf Sørensen        | Raúl Alcalá            | Fabian Jeker             |
| 1993 | Maurizio Fondriest   | Andreï Tchmil          | Stefano Della Santa      |
| 1994 | Giorgio Furlan       | Jewgeni Bersin         | Stefano Colage           |
| 1995 | Stefano Colage       | Maurizio Fondriest     | Dmitri Konyschew         |
| 1996 | Francesco Casagrande | Oleksandr Hontschenkow | Gianluca Pianegonda      |
| 1997 | Roberto Petito       | Gianluca Pianegonda    | Beat Zberg               |
| 1998 | Rolf Järmann         | Franco Ballerini       | Jens Heppner             |
| 1999 | Michele Bartoli      | Davide Rebellin        | Stefano Garzelli         |
| 2000 | Abraham Olano        | Jan Hruška             | Juan Carlos Domínguez    |
| 2001 | Davide Rebellin      | Gabriele Colombo       | Michael Boogerd          |
| 2002 | Erik Dekker          | Danilo Di Luca         | Óscar Freire Gómez       |
| 2003 | Filippo Pozzato      | Danilo Di Luca         | Ruggero Marzoli          |
| 2004 | Paolo Bettini        | Óscar Freire Gómez     | Erik Zabel               |
| 2005 | Óscar Freire Gómez   | Alessandro Petacchi    | Danilo Hondo             |
| 2006 | Thomas Dekker        | Jörg Jaksche           | Alessandro Ballan        |
| 2007 | Andreas Klöden       | Kim Kirchen            | Alexander Winokurow      |
| 2008 | Fabian Cancellara    | Enrico Gasparotto      | Thomas Lövkvist          |
| 2009 | Michele Scarponi     | Stefano Garzelli       | Andreas Klöden           |
| 2010 | Stefano Garzelli     | Michele Scarponi       | Cadel Evans              |
| 2011 | Cadel Evans          | Robert Gesink          | Michele Scarponi         |
| 2012 | Vincenzo Nibali      | Christopher Horner     | Roman Kreuziger          |
| 2013 | Vincenzo Nibali      | Chris Froome           | Alberto Contador         |
| 2014 | Alberto Contador     | Nairo Quintana         | Roman Kreuziger          |
| 2015 | Nairo Quintana       | Bauke Mollema          | Rigoberto Urán           |
| 2016 | Greg Van Avermaet    | Peter Sagan            | Bob Jungels              |
| 2017 | Nairo Quintana       | Rohan Dennis           | Thibaut Pinot            |
| 2018 | Michał Kwiatkowski   | Damiano Caruso         | Geraint Thomas           |
| 2019 | Primož Roglič        | Adam Yates             | Jakob Fuglsang           |
| 2020 | Simon Yates          | Geraint Thomas         | Rafał Majka              |
| 2021 | Tadej Pogačar        | Wout van Aert          | Mikel Landa              |
| 2022 | Tadej Pogačar        | Jonas Vingegaard       | Mikel Landa              |
| 2023 | Primož Roglič        | João Almeida           | Tao Geoghegan Hart       |
| 2024 | Jonas Vingegaard     | Juan Ayuso             | Jai Hindley              |
| 2025 | Juan Ayuso           | Filippo Ganna          | Antonio Tiberi           |

### Mehrfachsieger
| # | Name               | Siege | Zweiter | Dritter |
| - | ------------------ | ----- | ------- | ------- |
| 1 | Roger De Vlaeminck | 6     | 0       | 0       |
| 2 | Francesco Moser    | 2     | 2       | 2       |
| 3 | Tony Rominger      | 2     | 1       | 1       |
| 3 | Giuseppe Saronni   | 2     | 1       | 1       |
| 5 | Nairo Quintana     | 2     | 1       | 1       |
| 6 | Rolf Sörensen      | 2     | 0       | 1       |
| 7 | Vincenzo Nibali    | 2     | 0       | 0       |
| 7 | Tadej Pogacar      | 2     | 0       | 0       |
| 7 | Primož Roglič      | 2     | 0       | 0       |

Stand: 12. März 2023

### Meiste Etappensiege
| # | Name                | Siege |
| - | ------------------- | ----- |
| 1 | Roger De Vlaeminck  | 15    |
| 2 | Óscar Freire Gómez  | 11    |
| 3 | Alessandro Petacchi | 10    |
| 4 | Giuseppe Saronni    | 8     |
| 4 | Moreno Argentin     | 8     |
| 6 | Erik Zabel          | 7     |
| 6 | Peter Sagan         | 7     |

Stand: 3. März 2023